# Disco rigido ibrido
Un disco rigido ibrido o hard disk ibrido è un particolare supporto di memoria informatico, basato sul concetto dei tradizionali dischi rigidi, ma contenente anche una certa quantità di memoria flash (SSD), quindi non volatile. Gli scopi dell'introduzione di tale memoria aggiuntiva all'interno di un disco rigido sono molteplici e tra questi si possono citare un discreto ma non esagerato aumento della velocità di accesso ai dati.

## Tipologia
Ci sono due principali soluzioni "ibride" di stoccaggio dati (separando il sistema operativo dai dati personali) che combinano la tecnologia SSD con i classici dischi rigidi: i Dual-drive hybrid system ("sistemi ibridi a due dischi") e i Solid-state hybrid drive (cioè i suddetti dischi ibridi).
Esistono computer che includono sia un disco rigido classico che uno a stato solido: generalmente, il sistema operativo è installato sull'SSD, per sfruttarne la velocità e beneficiarne nell'utilizzo delle applicazioni, mentre i dati personali quali foto, video, documenti, vengono lasciati su un disco rigido classico, possibilmente più capiente dell'SSD.
I dischi rigidi ibridi invece, conosciuti anche come SSHD (solid-state hybrid drive) o H-HDD (hybrid hard-disk drive), sono prodotti che integrano la memoria a stato solido direttamente nel disco rigido classico. Ad occuparsi dello spostamento dei dati utilizzati più di frequente nella memoria flash è il firmware dell'unità, in automatico, senza quindi il bisogno di dotarsi di software appositi.

## Storia

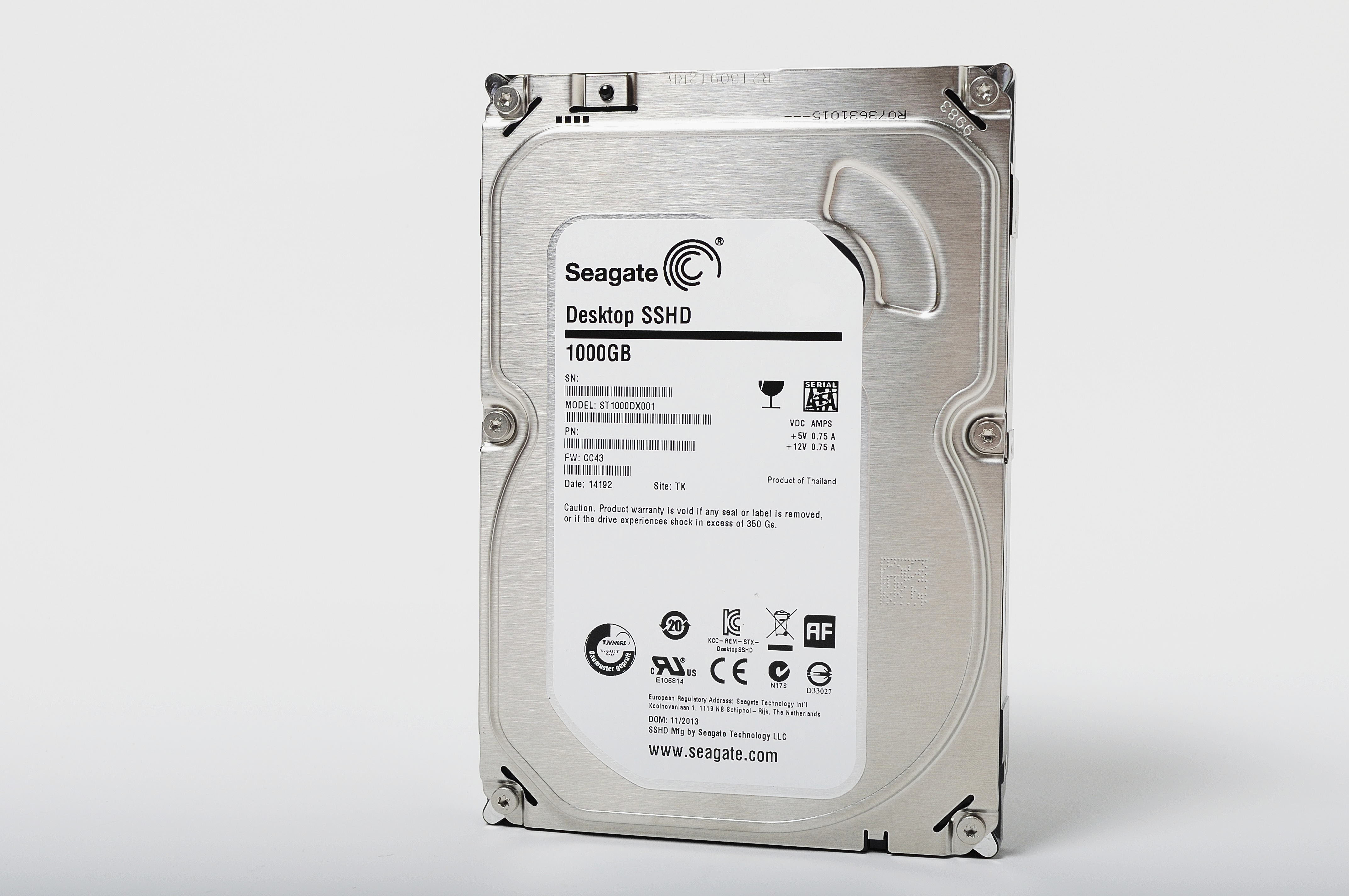
Seagate desktop SSHD ST1000DX001

Il primo produttore di dischi rigidi ibridi è stato Samsung che ha annunciato nel corso del 2005 un modello che combina fino a 1 GB di memoria flash con i dischi rigidi tradizionali. A giugno 2006 anche Seagate ha annunciato lo sviluppo di un disco rigido ibrido in tutto analogo a quello di Samsung.
Intel ha implementato nella piattaforma Centrino Duo un certo quantitativo di memoria flash locato sulla scheda madre per simulare gli stessi risultati ottenibili avendo un disco rigido ibrido. Questa tecnologia però non ha riscosso il successo sperato dagli sviluppatori.